# Distrito de Rázuri
El distrito de Rázuri, llamado a menudo con el nombre de su capital distrito de Malabrigo es uno de los ocho que conforman la provincia de Ascope, ubicada en el departamento de La Libertad, en el Norte del Perú. Limita por el Norte con la provincia de Pacasmayo; por el Este con los distritos de Casa Grande y Paiján; por el Sur con el distrito de Magdalena de Cao; y, por el Oeste con el océano Pacífico.
El nombre del distrito honra al militar sampedrano José Andrés Rázuri, importante combatiente de la batalla de Junín.
Desde el punto de vista jerárquico de la Iglesia católica forma parte de la Arquidiócesis de Trujillo.

## Historia
El distrito fue creado mediante Ley del 9 de mayo de 1925, en el gobierno del Presidente Augusto Leguía, pero se nombró Razuri en recuerdo de un gran gobernador.

## Geografía
Abarca una superficie de 317,09 km².
Con una altitud de 8 m s. n. m. en el Puerto de Malabrigo y con 30 m s. n. m. en la parte más alta y a 7º42'03" Latitud Sur y 79º26'12" Latitud Oeste, bañado por las tranquilas aguas del mar peruano emerge altivo y generoso el Puerto Malabrigo, capital política y administrativa del Distrito. Puerto de pescadores que se caracteriza por ser netamente pesquero desde la época pre inca descendientes de la cultura Mochica -Chimú. Aprovecha al máximo las inmensas riquezas marinas que el mar peruano le brinda, debido a la presencia de la corriente de Humboldt.

## Autoridades

### Municipales
- 2015 - 2018
  - Alcalde: Lupe Teresa León Flores, del Partido Aprista Peruano (PAP).
  - Regidores: Álex Jimmy Ordinola Plasencia, Manuel Diego Tesen Vásquez
- 2011 - 2014[2]
  - Alcalde: Lupe Teresa León Flores, del Partido Aprista Peruano (PAP).
  - Regidores: Laureano Sebastián Armas Ramírez (PAP), Dina Gilda Uriol de Romero(PAP), Álex Jimmy Ordinola Plasencia (PAP), Jorge Enrique Cuenca Alva (PAP),  Augusto Linares Paredes (Porteños Al Progreso).[3]
- 2007 - 2010
  - Alcalde: José Luis Cumplido Arriaga, del Partido Alianza para el Progreso.

### Policiales
- Comisario:  PNP.

### Religiosas
- Arquidiócesis de Trujillo[4]
  - Arzobispo de Trujillo: Monseñor Héctor Miguel Cabrejos Vidarte, OFM.[5]
- Parroquia
  - Párroco: Pbro.  .

## Atractivos turísticos

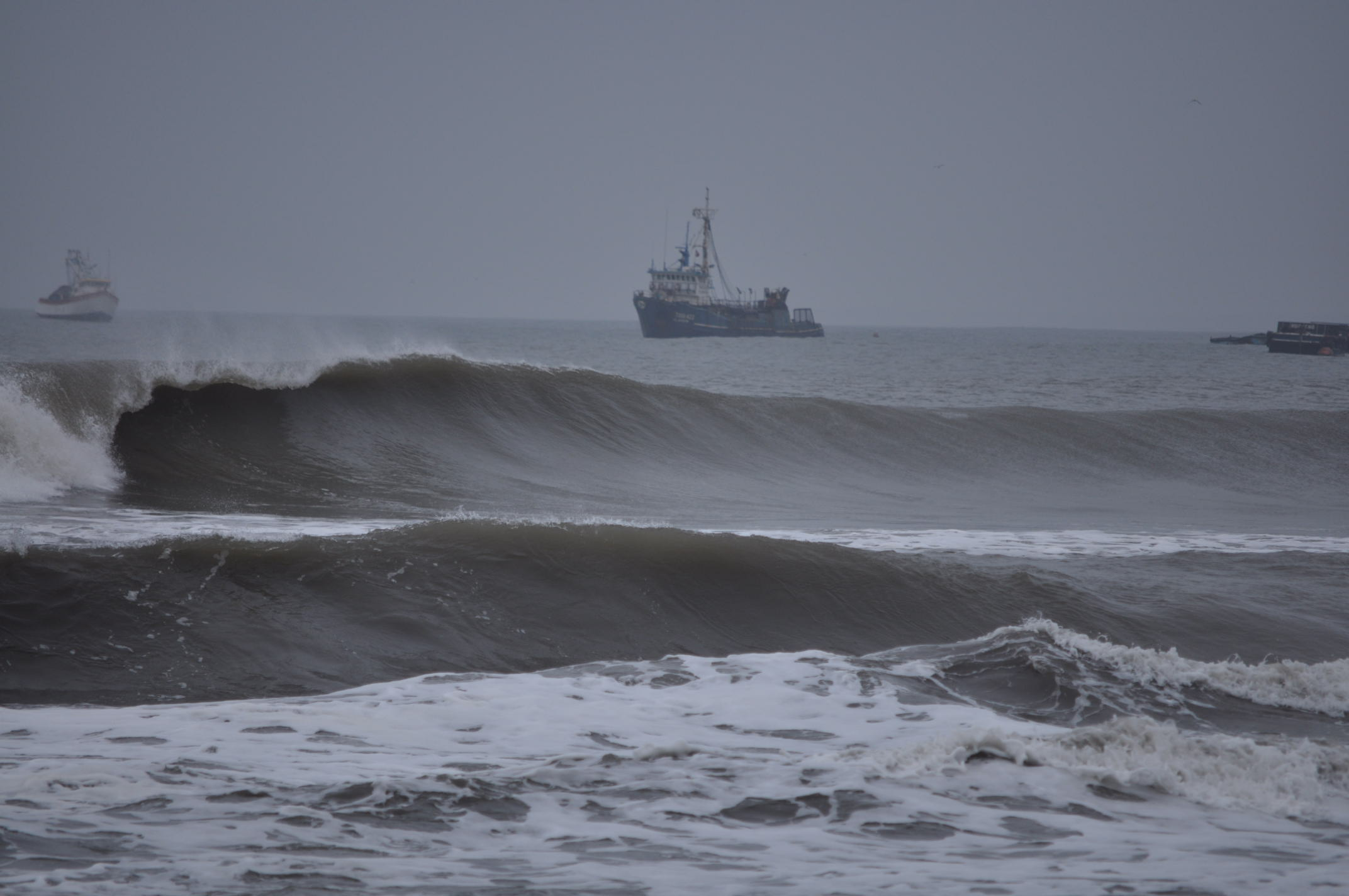
Olas de la playa de Malabrigo, capital distrital.

Una de las notoriedades que irradia luz propia en el turismo de la región es "la ola izquierda perfecta más larga del mundo" descubierta en 1965 por el norteamericano Jack Southerland, y está dividida en cuatro secciones (La punta, el Key, el Point y el muelle). Es así como Malabrigo comenzó a recibir visitas de turistas y deportistas del surf de todo el mundo.
Malabrigo cuenta con su hermosa y extensa playa, ideal para pasar el verano, sus aguas tranquilas y arena, la hacen especial, los fines de semana de verano llega gente de Casa Grande, Paiján, Ascope, Trujillo, lo cual los fines de semana está llena de turistas nacionales y extranjeros. En Semana Santa se vive el campeonato nacional de tabla hawaiana, una de esas experiencias que uno siempre recuerda y difícilmente pueda olvidar.
La playa es ideal para salir a caminar o hacer deporte al aire libre por ser una de las más limpias de la región. Malabrigo cuenta con un extenso complejo arqueológico el Centro urbano ceremonial del Valle Chicama Cultura Gallinazo ( 300 a. C.) ubicado al noreste del puerto aproximadamente a medio kilómetro sobre una terraza de origen marino con más de 20 ha .
El paisaje natural cuenta con hermosos atractivos turísticos como La Punta, el Cerro encantado, las Islas Macabí, El Bajo, Las Dos Tetas, Marcufi, El Mal Paso, La Barca, La Otra Playa, La Bocana, La Boca del Río, playa el Milagro, entre otros.
La principal fuente de trabajo la constituye la pesca industrial y artesanal. Esta última tiene su origen remoto en los ancestrales caballitos de totora. Hoy se pesca con pequeñas embarcaciones conocidas como chalanas o botes y entre las especies marinas más frecuentes tenemos al suco, lorna, caballa, bonito, toyo, raya, chita, etc.

## Muelle de Malabrigo
Tiene 820 m de longitud y fue construido en 1914 por la Empresa Gildemeister, habiendo sido por más de medio siglo el primer puerto exportador del departamento; en la actualidad se embarca harina de pescado hacia los mercados internacionales conjuntamente con el espárrago, la caña de azúcar, ají piquillo, etc.

## Principales empresas pesqueras
TASA,Pesquera Diamante S.A , Pacífico Centro, Piangesa, Exalmar, Copeinca, CFG Investment S.A.C., Pesquera Hayduk, Pesquera Bahía y Cormar. 
Para llegar a Puerto Malabrigo hay que partir del Distrito de Paiján que se encuentra a 50 minutos al norte de la Ciudad de Trujillo, capital del Departamento de La Libertad.
Para el periodo 2007 - 2010, el alcalde de la Municipalidad Distrital de Rázuri fue José Luis Cumplido Arriaga, quien desarrolló una serie de proyectos en favor de su Distrito como son la generación de energía eólica, exploración de petróleo y certificación internacional del muelle para lograr su repotenciación y así cumplir con las normas internacionales de seguridad.

## Himno a Rázuri
Su Himno Cívico compuesto por Efrén Gamarra Soles (letra) y Carlos Paredes Abad (música) en 1997 sintetiza las vivencias y costumbres de Rázuri.
Coro
En la ola más larga del mundo,
se ha esculpido en letras de espuma
Malabrigo, gran puerto norteño,
luz radiante de La Libertad.
Estrofas
Somos puerta hacia el mar de Chicama,
la pujanza, el trabajo y tesón,
pescadores de ímpetu indomable,
cual titanes fundidos en sal.
En el cerro La Punta que ostentas,
La Cuevita y en El Espigón,
ilumina la Virgen del Carmen,
la patrona del pueblo y su fe.
Tus arenas de blancos fulgores,
y tus rosas de escarpada faz,
son torrentes de fuerza y de vida,
fusionando las olas y el sol.
En tus aguas reside el mañana,
y en tus hijos está el pundonor,
que con brazos broncíneos construyen,
el futuro y el nuevo Perú.